# Costa Rica címere

Costa Rica címere

Costa Rica címerén egy tájkép látható barokk keretbe foglalva. A tájképen három vulkán, két óceán  valamint az előtérben egy vitorlás látható. A kép fölött hét csillag látható, jelképezve a hét tartományt, illetve fehér szalagon fekete betűkkel az ország neve, a felette lévő kék szalagon pedig az "America Central" (Közép-Amerika) felirat olvasható. A címert jelenlegi formájában 1963 óta használják.